# Rahul Dravid
Rahul Sharad Dravid est un joueur de cricket international indien né le 11 janvier 1973 à Indore, Madhya Pradesh. Ce batteur débute avec l'équipe du Karnataka en 1991. Il dispute 164 test-matchs entre 1996 et 2012 et 344 ODI entre 1996 et 2011, principalement avec l'équipe d'Inde. Il occupe le poste de capitaine de la sélection nationale entre 2005 et 2007. Lorsqu'il prend sa retraite internationale, en 2012, il possède le deuxième meilleur total de courses en test-matchs de tous les temps, 13 288, derrière son coéquipier Sachin Tendulkar. Il est le batteur qui a fait face au plus de lancers dans cette forme de jeu. Il compte également plus de 10 000 courses en ODI. Il est nommé « joueur de l'année » aux ICC Awards en 2004.

## Biographie
Rahul Dravid naît le 11 janvier 1973 à Indore, dans le Madhya Pradesh. Il effectue des études de commerce à l'université de Bangalore, dans le Karnataka, et fait ses débuts en cricket « first-class » avec l'équipe de cet état à l'âge de 18 ans, en février 1991. La même saison, il réalise son premier century à ce niveau, 134 courses.
Il dispute son premier match avec l'équipe d'Inde, un One-day International (ODI) en 1996 à Singapour contre le Sri Lanka, à l'occasion de la « Singer Cup ». La même année, au cours d'une tournée en Angleterre, il participe à Lord's à son premier test-match, contre les Anglais. Sourav Ganguly fait ses débuts à ce niveau au cours du même face-à-face. Si ce dernier réussit un century, Rahul Dravid, avec une manche de 95 courses, échoue de peu à réaliser la même performance. Son premier century, 148 courses, a lieu en janvier 1997, au Stade DP World Wanderers de Johannesburg contre l'Afrique du Sud et lui vaut d'être élu « homme du match ».

## Style de jeu

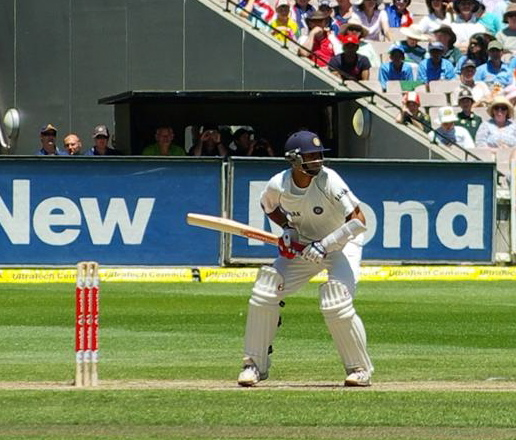
Rahul Dravid en action, décembre 2007.

## Bilan sportif

### Principales équipes
| Équipe                      | Test        | ODI           | Twenty20    |
| --------------------------- | ----------- | ------------- | ----------- |
| Inde                        | 1996 - 2012 | 1996 - 2011   | 2011        |
| XIe mondial de l'ICC        | 2005        | 2005          | -           |
| Asie                        | -           | 2005          | -           |
| Équipe                      | First-class | List A        | Twenty20    |
| Karnataka                   | 1990-1991 - | 1993-1994 -   | 2006-2007   |
| Kent                        | 2000        | 2000 en sport | -           |
| Écosse                      | -           | 2003          | -           |
| Royal Challengers Bangalore | -           | -             | 2008 - 2010 |
| Rajasthan Royals            | -           | -             | 2011 -      |

### Statistiques
Rahul Dravid dispute 164 test-matchs avec l'équipe d'Inde entre 1996 et 2012, ainsi qu'un autre avec une équipe du « Reste du monde » (XIe mondial de l'ICC). Il totalise dans cette forme de jeu 13 288 courses ce qui, lorsqu'il prend sa retraite internationale, est le deuxième meilleur total de l'histoire dans cette forme de jeu, derrière son compatriote et contemporain Sachin Tendulkar. Il est alors le joueur qui a fait face au plus de lancers adverses, plus de 31 000, et celui qui a marqué le plus de courses en tant que troisième batteur de la manche, plus de 10 000.
En One-day International (ODI), il participe à 340 matchs : 340 avec l'Inde, un avec l'Asie, et trois avec le Reste du monde. Il totalise 10 899 courses à ce niveau, dont 461 pendant la Coupe du monde 1999, dont il est le meilleur marqueur. Il ne dispute qu'un seul Twenty20 international, en 2011 à Old Trafford contre l'Angleterre, totalisant 31 courses.

## Honneurs
- Un des cinq Wisden Cricketers of the Year de l'année 2000.
- Joueur de l'année en 2004 aux ICC Awards[10].
- Joueur de Test cricket de l'année en 2004 aux ICC Awards[10].